# Rocca Canterano
Rocca Canterano – miejscowość i gmina we Włoszech, w regionie Lacjum, w prowincji Rzym.
Według danych na rok 2004 gminę zamieszkiwało 251 osób, 16,7 os./km².